# Джеваншир, Мухаммедхан-бек
Мухаммедхан-бек Гаджилу-Джеваншир (азерб. Məhəmmədxan bəy Hacılı-Cavanşir; ? — 1797) — наиб Джеваншир-Дизакского магала, комендант Шушинской крепости, отец Мирза Джамал Джеваншира.

## Биография
Мухаммедхан-бек — сын Салиф-бек Джеваншира, происходил родом из оймака (ветвь племени) Гаджилу.
С 1777 по 1794 год был наибом Джеваншир-Дизакского магала; в 1794—1797 годы — комендант Шушинской крепости.
В функции Мухаммедхан-бека входило: сбор налогов, производство суда, организация борьбы с разбоями, а также с беглыми крестьянами и рекрутами, поддержание порядка в городах, крепостях и гарнизонах, обеспечение гарнизонов всем необходимим и пр.
Готовясь к походу на север Азербайджана, Ага-Мухаммед шах выступил против Карабахского ханства, но его попытки захватить Шушинскую крепость оказались безуспешными. Гарнизон был небольшим, всего 500 человек, но бились защитники неистово. Шушинцы во главе с Мухаммедхан-беком стояли до конца.
Ага Мухаммед-шах был вынужден вступить в переговоры с Ибрагим Халил-ханом и направил в Шушу своего представителя. Однако карабахский хан передал, что он не сдаст столицу: «Мне лучше умереть в бою, чем сдать город евнуху».
Летом 1795 года армия Ага-Мухаммед-шаха Каджара, насчитывавшая более 80 тыс., выступила из Ардебиля и двинулась в Карабах, чтобы усмирить непокорное Карабахское ханство. В конце июля 1795 года персидские войска подошли к крепости Шуша. Огромной персидской армии противостояло 15-тысячное карабахское войско. Осада Шуши затянулась и, как сообщает историк Мирза Адигезаль-бек, Ага-Мухаммед шах, решив запугать Ибрагим-Халил хана, выбрал двустишие из касиды поэта Сеид-Мухаммеда Ширази и несколько видоизменил его в соответствии с ситуацией:
Безумец! Град камней летит с небес.

А ты в стеклянных стенах ждешь чудес.
Листок с этим двустишием был прикреплён к стреле, которую воины шаха запустили в крепость. Когда это письмо дошло до Ибрагим-Халил хана, он вызвал советника Молла Панаха Вагифа, который тут же на обороте письма Ага-Мухаммед шаха написал:
Меня стеклом создатель окружил,

Но в крепкий камень он стекло вложил.
Получив письмо с этим стихом, Ага-Мухаммед шах пришёл в сильную ярость и возобновил пушечный обстрел Шуши. Однако после 33 дней безуспешной осады крепости войска шаха были вынуждены снять её и направились в Грузию.
Мухаммедхан-бек Гаджилу-Джеваншир скончался в 1797 году. Похоронен на кладбище в Шуше.